# Élections régionales de 1975 en Sarre
Les élections régionales de 1975 en Sarre (en allemand : Landtagswahl im Saarland 1975) se tiennent le 4 mai 1975 afin d'élire les 50 députés de la 7e législature du Landtag pour un mandat de cinq ans.
Le scrutin est marqué par la victoire de la CDU du ministre-président Franz-Josef Röder, qui remporte l'exacte majorité des sièges. Après deux ans d'intérim, il est investi pour un sixième mandat à la tête d'une « coalition noire-jaune » avec le FDP/DPS.

## Mode de scrutin
Le Landtag est constitué de 50 députés (en allemand : Mitglied des Landtags, MdL), élus pour une législature de cinq ans au suffrage universel direct et suivant le scrutin proportionnel d'Hondt.
Chaque électeur dispose d'une voix, qui compte double : elle lui permet de voter pour une liste de candidats, le Land comptant un total de trois circonscriptions plurinominales ; elle est alors automatiquement attribuée au parti politique à laquelle cette liste est rattachée.
Lors du dépouillement, l'intégralité des 50 sièges est répartie en fonction des voix attribuées aux partis, à condition qu'un parti ait remporté 5 % des voix au niveau du Land. La répartition est ensuite répétée dans les trois circonscriptions.

## Campagne

### Principales forces
| Parti | Parti                                                                              | Chef de file                           | Résultats de 1970          |
| ----- | ---------------------------------------------------------------------------------- | -------------------------------------- | -------------------------- |
|       | Union chrétienne-démocrate d'Allemagne Christlich Demokratische Union Deutschlands | Franz-Josef Röder (Ministre-président) | 47,8 % des voix 27 députés |
|       | Parti social-démocrate d'Allemagne Sozialdemokratische Partei Deutschlands         | Friedel Läpple                         | 40,8 % des voix 23 députés |

## Résultats

### Voix et sièges
| Parti                             | Parti                                        | Voix    | Voix  | Sièges | Sièges        | Sièges | Sièges | Sièges        |
| Parti                             | Parti                                        | Votes   | %     | Circ.  | +/-           | Land   | Total  | +/-           |
| --------------------------------- | -------------------------------------------- | ------- | ----- | ------ | ------------- | ------ | ------ | ------------- |
|                                   | Union chrétienne-démocrate d'Allemagne (CDU) | 347 094 | 49,14 | 21     | 1             | 4      | 25     | 2             |
|                                   | Parti social-démocrate d'Allemagne (SPD)     | 295 406 | 41,83 | 17     | 1             | 5      | 22     | 1             |
|                                   | Parti démocrate de la Sarre (FDP/DPS)        | 52 100  | 7,38  | 2      | 2             | 1      | 3      | 3             |
|                                   | Parti communiste allemand (DKP)              | 6 864   | 0,97  | 0      | en stagnation | 0      | 0      | en stagnation |
|                                   | Parti national-démocrate d'Allemagne (NPD)   | 4 774   | 0,68  | 0      | en stagnation | 0      | 0      | en stagnation |
|                                   |                                              |         |       |        |               |        |        |               |
| Votes valides                     | Votes valides                                | 706 238 | 98,91 |        |               |        |        |               |
| Votes blancs et nuls              | Votes blancs et nuls                         | 7 801   | 1,09  |        |               |        |        |               |
| Total                             | Total                                        | 714 039 | 100   | 40     | en stagnation | 10     | 50     | en stagnation |
| Abstentions                       | Abstentions                                  | 67 648  | 6,85  |        |               |        |        |               |
| Nombre d'inscrits / participation | Nombre d'inscrits / participation            | 781 687 | 93,15 |        |               |        |        |               |

### Analyse
Jamais encore la participation n'avait atteint un tel sommet en Sarre depuis son intégration à l'Allemagne de l'Ouest, 15 ans plus tôt. Moins de 100 000 électeurs ont boudé les urnes pour ce scrutin qui porte la CDU à son plus haut historique. Elle échoue cependant à franchir le seuil symbolique des 50 % des suffrages exprimés et perd même sa majorité absolue alors qu'elle progresse d'un point. Plus que le bon score du SPD, qui lui aussi gagne environ un point, c'est le retour du FDP/DPS au Landtag après cinq années d'absence qui cause cette situation de stricte égalité entre le parti au pouvoir et les deux autres forces parlementaires.

### Conséquences
À l'ouverture de la législature, le Landtag ne peut investir de ministre-président. Franz-Josef Röder reste au pouvoir temporairement jusqu'au 1er mars 1977. Il est alors élu pour un sixième mandat à la tête d'une « coalition noire-jaune » entre la CDU et le FDP/DPS.
Les députés décident ensuite d'attribuer un siège de plus à pourvoir entre les trois circonscriptions, portant le nombre total de parlementaires à 51, ce qui doit éviter la répétition du blocage post-électoral dû à une situation de stricte égalité entre deux blocs politiques.